# Roelof van Lennep (1876-1951)
Roelof van Lennep (Wiesbaden, 3 oktober 1876 – Den Haag, 13 september 1951) was een Nederlands tennisspeler.

## Biografie
Roelof van Lennep was een lid van het adellijk geslacht Van Lennep. Zijn opa was de schrijver Jacob van Lennep en zijn vader de Hilversumse ondernemer en wethouder Christiaan van Lennep. Vanuit het huis van het gezin Van Lennep aan de 's Gravelandseweg in Hilversum werd in 1895 samen met buren de Hilversumsche Lawn Tennisclub (HLTC) opgericht. In de jaren van de opkomst van de tennissport in Nederland behoorden meerdere telgen uit het gezin tot de nationale top.
In 1903 was August Willem van Lennep de eerste Van Lennep die de titel in het enkelspel won. Samen met August Willem won Roelof van Lennep in datzelfde jaar de titel in het heren dubbelspel. Het jaar daarop was het sterkste jaar van Roelof van Lennep. Hij won de titel in het enkelspel, heren dubbel (met zijn jongste broer Christiaan van Lennep) en gemengd dubbel (met Louise Dólleman). Zowel in 1905 (met Christiaan van Lennep), 1910 (met Gerard Scheurleer) en 1911 (met Dolf Broese van Groenou) won Van Lennep de titel in het heren dubbel. In 1905 (met Louise Dólleman) en 1909 (met Loes Everts) was hij de sterkste in het gemengd dubbel. In totaal behaalde hij negen titels. Op de Olympische Zomerspelen 1908 was hij actief in het enkelspel en met Christiaan van Lennep in het heren dubbel. Op beide onderdelen kreeg hij een bye in de eerste ronde en werd hij in de tweede ronde uitgeschakeld.
Van Lennep was later in zijn leven werkzaam als ondernemer in Nederlands-Indië. Hij trouwde in 1902 met tennisster Digna Mijer. Dit huwelijk eindigde in een scheiding. In 1912 hertrouwde hij met Elise Henriëtte Adrienne Apol, zus van kunstenaar Jan Apol. Uit zijn twee huwelijken had hij drie kinderen. Zijn oudste zoon Warner (1904) verongelukte in 1934 bij bergbeklimmen in Frankrijk. Zijn dochter Sylvia (1905) was getrouwd met Frits Philips. 
Jhr. mr. Roelof van Lennep overleed in 1951 op 74-jarige leeftijd.
- International Standard Name Identifier: 0000 0003 9304 1997
- Nederlandse Thesaurus van Auteursnamen: 070108668
- Virtual International Authority File: 287240945
- WorldCat: E39PBJxd4WvqDQVHCftpyP9Rrq